# Rhytidothorax latiscapus
Rhytidothorax latiscapus is een vliesvleugelig insect uit de familie Encyrtidae. De wetenschappelijke naam is voor het eerst geldig gepubliceerd in 1979 door Prinsloo & Annecke.